# Selangor

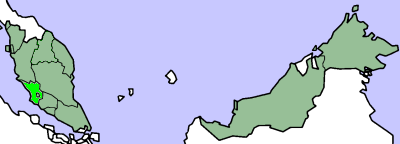
Delstatens läge i Malaysia.

Karta över Selangors distrikt.

Selangors flagga

Selangor är en av Malaysias delstater, och är belägen på den västra delen av Malackahalvön. Delstaten täcker en yta på cirka 8 100 kvadratkilometer, och hade cirka 5 miljoner invånare 2008. Den administrativa huvudorten är Shah Alam, medan sultanen residerar i Klang. Malaysias båda huvudstäder, Kuala Lumpur och Putrajaya, är federala territorier och ligger som separata enklaver i Selangor. Den största delen av delstatens befolkning bor i Kuala Lumpurs storstadsområde, även kallat Klangdalen.

## Administrativ indelning
Delstaten är indelad i nio distrikt (nummer enligt karta till höger):
- Gombak (1)
- Hulu Langat (2)
- Hulu Selangor (3)
- Klang (4)
- Kuala Langat (5)
- Kuala Selangor (6) med huvudorten Kuala Selangor
- Petaling (7)
- Sabak Bernam (8)
- Sepang (9)